# Paolo Cuccia
Paolo Cuccia (Roma, 14 settembre 1953) è un dirigente d'azienda e imprenditore italiano.
Presidente della Gambero Rosso S.p.a., presidente di Artribune srl (editore della testata culturale Artribune), consigliere di amministrazione di Astaldi, consigliere di amministrazione di Techedge.

## Biografia
Paolo Cuccia si è diplomato nel 1972 presso il liceo classico Massimo (Padri Gesuiti) e si laurea in ingegneria all'Università di Roma La Sapienza nel 1977. Nel 1980 consegue il master in direzione aziendale all'Università Bocconi. Il primo incarico professionale è dal 1978 al 1982 nel controllo di gestione di IRI Italstat. Chiamato nel 1982 dal gruppo Citicorp diviene Vice Presidente Corporate Banking della Citibank N.A e direttore generale della Citinvest S.p.A.. Nel 1988 fonda la Europa Investimenti S.A.P.A. di cui è amministratore delegato fino al 1992 quando viene chiamato alla Banca di Roma dove assume l'incarico di direttore centrale curando in particolar modo l'Area Finanza e guidando la ristrutturazione e il rilancio della Banca Nazionale dell'Agricoltura (BNA). Dal 1998 al 2003 è amministratore delegato di Acea, la multiutility di elettricità e acqua del Comune di Roma che trasforma da municipalizzata in società per azioni e di cui successivamente cura la quotazione in borsa e l'internazionalizzazione.
Nel 2004 è il vice presidente del comitato olimpico per la candidatura di Roma. Dal 2003 al 2008 Corporate Executive Vice President della banca d'affari olandese ABN AMRO. In tale ambito ricopre anche gli incarichi di membro del consiglio di amministrazione e del comitato esecutivo di Interbanca S.p.A. e Banca Antonveneta fino al 2008. Nel 2006 al 2007 vice presidente e membro del comitato esecutivo di Capitalia. Dal 2008 al 2011 è Membro del consiglio di amministrazione e membro del comitato di controllo interno di Bulgari. Dal 2004 al 2009 ricopre anche la carica di Presidente dell'Ente EUR.
È anche docente a contratto di Project Finance alla Libera Università Internazionale degli Studi Sociali Guido Carli ed è un sostenitore della Fondazione Centesimus Annus Pro Pontifice.

## Riconoscimenti
- (2007) Master alla Carriera dell'Università Bocconi[6]
- (2009) Master honoris causa il Hospitality presso l'Università LUISS Guido Carli[6]
- (2011) Premio Guido Carli[6]